# Лобов, Сергей Сергеевич
Сергей Сергеевич Лобов (род. 3 июля 1953, Судай, Костромская область) — российский политический деятель, депутат Государственной думы третьего созыва

## Биография
В 1975 окончил механический факультет Костромского сельскохозяйственного института.
Избирался первым секретарем райкома комсомола[какого?], секретарем райкома[какого?] КПСС, председателем райисполкома[какого?], депутатом областного Совета народных депутатов.

### Депутат госдумы
19 декабря 1999 был избран депутатом Государственной Думы третьего созыва (1999—2003).

## Награды
- Благодарность Президента Российской Федерации (11 марта 2003 года) — за активное участие в подготовке проектов Трудового кодекса Российской Федерации и пенсионных законов[2]